# Dragon Age: Inquisition
 (novembre 2022).
- Si vous ne connaissez pas le sujet, laissez ce bandeau (vous pouvez alors contacter les auteurs).
- Si vous supprimez le contenu mis en cause (vous pouvez préalablement contacter les auteurs),

argumentez précisément cette suppression dans la page de discussion
(un manque de référence n'est pas un argument ; une recherche réelle de référence doit avoir été effectuée, être formellement documentée).
 (mai 2017).
Si vous disposez d'ouvrages ou d'articles de référence ou si vous connaissez des sites web de qualité traitant du thème abordé ici, merci de compléter l'article en donnant les références utiles à sa vérifiabilité et en les liant à la section « Notes et références ».
Dragon Age: Inquisition est un jeu vidéo de rôle développé par BioWare et édité par Electronic Arts. Il s'agit de la suite de Dragon Age: Origins et de Dragon Age 2, ce qui en fait le troisième épisode de la franchise Dragon Age.
Initialement prévu pour le 7 octobre 2014, le jeu est sorti en novembre 2014 sur PlayStation 3, PlayStation 4, Xbox 360, Xbox One et Windows.
Le jeu remporte le prix du meilleur jeu de l'année et du meilleur jeu de rôle lors des Game Awards 2014. Il remporte également le prix du meilleur jeu de l'année et celui du meilleur jeu de rôle massivement multijoueur lors des DICE Awards 2015.

## Synopsis

### Contexte
Dragon Age: Inquisition prend place en Thédas, le monde fantastique dans lequel les deux jeux précédents se déroulaient. Le jeu couvre un territoire géographique plus grand que ses prédécesseurs, avec une carte décrite comme quatre à cinq fois la taille de Férelden. Les développeurs ont annoncé que cet épisode serait probablement plus « français » (le jeu est centré sur la terre d'Orlaïs qui est inspirée de la France). À la suite des événements décrits dans le roman Dragon Age: Asunder, une guerre civile éclate en Orlaïs entre les loyalistes du parti au pouvoir (fidèles à l'impératrice) et une puissante faction noble dirigée par le cousin de celle-ci. Simultanément, le Cercle des Mages s'est révolté à la suite des événements de Dragon Age 2, et l'Ordre des Templiers a fait sécession de la Chantrie afin de mener sa propre guerre civile contre les mages.

### Intrigue
La zone explorable dans Inquisition est bien plus vaste que celles proposées dans Origins ou Dragon Age 2. Elle comprend deux pays et un autre territoire entre les deux. Les deux pays sont Ferelden (lieu où se déroulait l'action du premier opus) et Orlaïs. Quant au troisième territoire, il comprend notamment en son sein la Dalatie. Les villes d'Orzammar et Kirkwall ont été démenties par les développeurs.
Le directeur créatif, Mike Laidlaw, a confirmé que le fil rouge de l'intrigue sera de « sauver le monde de lui-même ». L'histoire sera beaucoup plus évolutive contrairement aux précédents jeux où les histoires étaient souvent linéaires. Cela passera dans un premier temps par une guerre civile totale entre les mages et les Templiers initiée par les événements de l'intrigue principale de Dragon Age 2.
D'après David Gaider, scénariste de la franchise, l'histoire du Garde des Ombres d'Origins est terminée et celle de Hawke, le protagoniste du deuxième jeu, aurait dû s'achever à travers de nouveaux contenus additionnels qui ont finalement été annulés par BioWare. Tout comme ses prédécesseurs, le jeu présente ainsi un nouveau personnage. Mike Laidlaw a néanmoins posté sur Twitter que jouer un nouveau personnage ne signifiait pas forcément la disparition totale des anciens.
Dans une lettre ouverte adressée aux fans, le producteur exécutif Mike Darrah a déclaré, « Nous ne parlerons pas de l'histoire du jeu aujourd'hui. Le titre peut vous donner néanmoins quelques indices ».
Le 20 juillet 2013, Gaider a suggéré sur les forums de BioWare que l'enfant de Morrigan (dont l'existence repose sur le choix du joueur dans Dragon Age: Origins) devrait « avoir plus qu'une simple référence » dans l'histoire du jeu.
Les joueurs endossent le rôle de l'inquisiteur et dirigent les forces de l'Inquisition. En tant que leader de celle-ci, le joueur peut faire des choix et prendre des décisions telles que poster des forces dans une zone en capturant les positions ennemies. Parmi les groupes armés que devra affronter l'Inquisition, on peut déjà citer les Templiers Rouges, ainsi qu'un autre baptisé Venatori. Les engeances sont également de retour,.

## Système de jeu

### Général
BioWare a fusionné des éléments des deux jeux précédents dans Dragon Age: Inquisition. Le jeu inclut ainsi des environnements plus vastes et de plus grandes possibilités d'exploration.
Tout comme dans Dragon Age: Origins, les joueurs pourront choisir entre Humains, Nains et Elfes. Nouveauté de cet opus, les Qunaris constitueront une quatrième espèce.

### Personnages

#### Personnages jouables
L'Inquisiteur/Inquisitrice
Personnage principal du jeu, l'Inquisiteur peut être humain, nain, elfe, qunari de sexe masculin ou féminin. Quand la Brèche dans le Voile s'est formée au-dessus de Thédas, l'explosion qui en a résulté a tué des milliers de personnes. Parmi toutes ces victimes, l'Inquisiteur fut le/la seul(e) survivant(e). À la suite de cette catastrophe et à l'enchaînement d'événements encore inconnus qui l'ont suivie, il/elle prend la tête de l'Inquisition. La Brèche a laissé sa marque sur lui/elle car de ses mains jaillit désormais la même énergie verdâtre que celle qui constitue les déchirures du Voile s'ouvrant partout à travers le continent.
Cassandra Pentaghast
Noble de naissance, elle a tourné le dos aux privilèges de son rang pour rejoindre les rangs des Chercheurs de la Vérité, un ordre puissant affilié à la Chantrie. Lorsque ses compagnons d'armes ont décidé de se retourner contre la Chantrie en réponse à la rébellion des mages, elle est restée fidèle à ses convictions et cherche maintenant à rétablir la justice. Déjà aperçue dans Dragon Age 2, elle devient une équipière de l'Inquisiteur dans le troisième volet. Cassandra a été confirmée comme option romantique hétérosexuelle.
Varric Tethras
Aventurier, conteur et également fauteur de trouble, Varric est un surfacien, un nain né à la surface, qui ne nourrit que peu de compassion à l'égard de ses compatriotes souterrains. Voleur et arbalétrier, coéquipier de Hawke, au sujet duquel/de laquelle est venue le questionner Cassandra Pentaghast dans Dragon Age 2, Varric se retrouve enrôlé dans l'Inquisition. Tout comme dans Dragon Age 2, Varric ne sera pas une option romantique dans Inquisition.
Vivienne
Enchanteresse officielle de la cour impériale d'Orlaïs et autorité respectée parmi les mages, celle que l'on surnomme la Dame de Fer, désapprouve la rébellion de ses pairs. Ambitieuse et sans scrupules, elle est prête à tout pour ramener l'ordre tant qu'elle en tire avantage. Sous son apparence bienséante se cache une femme sans pitié qui n'hésite pas à menacer de mort ou humilier en public ceux qui lui manque de respect.
Sera
Jeune elfe citadine qui se bat contre l'injustice, Sera, à la manière de Robin des Bois, s'est fait une mission de punir les riches et d'apporter un semblant de justice, ou du moins de revanche, aux plus démunis. Frondeuse et dotée d'une forte personnalité, elle considère l'Inquisition comme une opportunité pour faire avancer sa cause et préfère décocher une flèche plutôt que de négocier ou parlementer. Sera a été confirmée comme option romantique homosexuelle.
Iron Bull
C'est un Ben-Hassrath, un agent d'espionnage et de police Qunari. Élément brillant dans son domaine, il fut envoyé par ses supérieurs en Orlaïs pour rapporter ce qui s'y passait. Il est dorénavant à la tête d'un groupe de mercenaires connu sous le nom de « La Charge du Taureau » et, bien qu'il continue sa mission d'observateur, ces années en dehors de la loi qunari lui font remettre en question ses croyances envers le Qun. Il a perdu un œil en sauvant la vie de Crem qui devint par la suite son lieutenant. Il rejoint l'Inquisition autant par ordre de ses supérieurs, que par volonté d'aider à mettre un terme aux événements du jeu. Cependant sa loyauté est mise a rude épreuve selon les choix qui sont opérés par l'inquisition. Il peut donc soit trahir l'inquisition ou son propre peuple. Iron Bull a été confirmé comme option romantique bisexuelle.
Blackwall
C'est un Garde des Ombres totalement dévoué à sa cause. Il a comme particularité de ne pas avoir rejoint l'Ordre par recrutement comme la plupart de ses semblables mais de s'être, au contraire, porté volontaire. Il souhaite que l'Ordre ne soit pas uniquement tourné vers l'éradication des Enclins mais plutôt que celui-ci devienne le serviteur et le protecteur permanent du peuple. Blackwall est en réalité un nom d'emprunt : son véritable nom est Tom Rainier et il était capitaine dans l'armée Orlésienne. Pour fuir son passé lourd de fautes il prit le nom d'un garde des ombres nommé Blackwall et se fit passer pour mort. Il finit par avouer ses crimes et emprisonné à Valroyaux, son sort résidant entre les mains de l'Inquisition. C'est une option romantique hétérosexuelle.
Dorian Pavus
Mage issu d'une longue et puissante lignée de l'Empire Tévintide, ses dons naturels pour la magie lui valent l'envie de ses pairs. Aussi charmant que puissant et intelligent, il s'est détourné de toutes les valeurs de son pays natal ce qui lui vaut d'y être considéré comme un paria et un exclu, une situation qu'il revendique et arbore même fièrement. Dorian a été confirmé comme option romantique homosexuelle.
Cole
Apparu dans Dragon Age: Asunder, Cole est un esprit coincé entre l'Immatériel et Thédas. En perpétuelle recherche d'une place dans le monde réel, il pense que l'Inquisition va lui permettre d'en trouver une.
Solas
Elfe apostat qui s'est exilé pour vivre en paix, Solas est parvenu à maîtriser ses pouvoirs par lui-même, sans l'aide d'un professeur. Après des années passées à explorer le monde spirituel de l'Immatériel, sa connaissance des esprits est sans pareille en Thédas. Bien que sa condition pourrait lui coûter la vie au vu des événements récents, il a décidé de sortir de l'ombre pour mettre son savoir et sa magie au service de l'Inquisition. C'est Solas qui a en réalité fourni l'orbe elfique à Coryphéus. Après la mort de Coryphéus vaincu par l'Inquisition, il quitte cette dernière et vole le pouvoir de Mythal en tuant la mère de Morrigan. Alors que l'Inquisition est menacée de dissolution, Solas réapparait après la défaite des Qunaris en tant que Fen'harel et sauve la vie de l'inquisiteur / Inquisitrice en détruisant l'ancre. Solas a été confirmé comme romance hétérosexuelle uniquement elfique.

#### Personnages non-jouables

##### Conseillers de l'Inquisition
Au nombre de trois, ces personnages auront un statut particulier dans le jeu. Bien qu'ils n'accompagneront pas l'Inquisiteur sur le terrain, leur rôle au sein de l'organisation ne sera pas des moindres pour autant puisqu'ils le/la conseilleront personnellement pour ce qui est de l'espionnage (Leliana), de la gestion militaire (Cullen) ou bien des relations diplomatiques (Joséphine). Contrairement aux compagnons de l'Inquisiteur, les conseillers ne pourront pas quitter l'Inquisition même en cas de désaccord avec son leader.
Leliana
Équipière et option romantique d'Origins, Leliana réapparaît ensuite à la toute fin de Dragon Age 2 aux côtés de Cassandra Pentaghast en tant que main gauche de la Divine. Elle rejoint les rangs de l'Inquisition mais les circonstances de cette alliance demeurent encore inconnues. Leliana ne sera pas une option romantique dans Inquisition.
Cullen Rutherford
Personnage secondaire des deux premiers jeux, Cullen est un templier qui rejoint l'Inquisition pour se battre aux côtés de son leader. Après la révolte des mages de Kirkwall et la mort du chevalier-capitaine Mérédith, c'est Cullen qui a rassemblé les templiers survivants pour ramener l'ordre dans la ville. L'intégrité et les talents de leader dont il a fait preuve durant ces troubles ont attiré l'attention de Cassandra Pentaghast qui a vu en lui un élément de valeur pour l'Inquisition alors naissante. Lassé d'attendre l'action des autres et persuadé que l'Inquisition peut faire la différence pour le bien des habitants de Thédas, il a accepté de rejoindre l'organisation. Son rôle et son opinion de la guerre civile opposant son ordre aux mages sont encore indéterminés. Cullen a été confirmé comme option romantique hétérosexuelle.
Joséphine Montilyet
Nouveau personnage de la franchise, Joséphine est une diplomate issue de la noblesse antivane et aussi une vieille amie de Leliana. C'est cette dernière qui l'a d'ailleurs contactée pour rejoindre l'Inquisition et la représenter en tant qu'ambassadrice. Consciente des enjeux et convaincue que l'Inquisition est le remède au mal qui ronge Thédas, elle a décidé de mettre en œuvre ses compétences diplomatiques pour rallier les plus grands à la cause de l'organisation. Joséphine a été confirmée comme option romantique bisexuelle.

##### Personnages secondaires
Hawke
Personnage principal de Dragon Age 2, Hawke est un(e) humain(e) qui peut être un guerrier, un mage ou un voleur. Arrivé(e) à Kirkwall comme simple réfugié(e) de l'attaque de Lothering durant l'Enclin, il/elle se créera une réputation au sein de la cité au point d'en devenir son Héraut. Après sept ans passés à Kirkwall, Hawke a quitté la ville pour une destination mystérieuse à la suite de sa confrontation avec le chevalier-commandant Mérédith lors de la révolte du Cercle de Kirkwall contre les templiers.
Morrigan
Équipière et option romantique d'Origins, Morrigan avait disparu vers une destination connue d'elle seule à la fin du DLC "La Chasse aux Sorcières". Elle fait son retour en Orlaïs aux côtés de l'Impératrice Célène qui l'a nommée comme sa conseillère aux affaires mystiques trois ans avant les événements d'Inquisition. Morrigan ne sera pas une option romantique dans Inquisition.
Flemeth
La Sorcière des Terres Sauvages, Asha'bellanar, la vieille sorcière qui parlait trop... Les titres ne manquent pas pour qualifier la mère de Morrigan et pour cause : nul ne sait ni ce qu'elle est vraiment ni quelles sont ses intentions, pas même sa propre fille. Après avoir sauvé les vies d'Alistair et du Héros de Ferelden lors de la bataille d'Ostagar, Flemeth a ensuite aidé Hawke et ses compagnons à fuir l'attaque de Lothering. Grâce à ce dernier, à sa magie, et à une dette étrange que lui devait l'Archiviste d'un clan dalatien, elle a ainsi pu survivre aux manigances de sa fille pour la faire éliminer.
Loghain
Héros de la Rébellion Fereldienne et homme de confiance du roi Marric et de son fils Cailan après lui (ainsi que beau père pour faire bonne figure), Loghain ne se privera pas pourtant de trahir ce dernier lors de la bataille d'Ostagar qui verra ainsi la mort du souverain et l'anéantissement quasi total des Gardes des Ombres de Ferelden. Le destin de Loghain dépend des choix du joueur : il peut être exécuté en duel lors du Conclave de Dénérim ou bien se voir proposer une place parmi les Gardes. Dans le deuxième cas ses options deviennent les mêmes que celles du joueur : mourir ou non en combattant l'archidémon.
Anora
Fille de Loghain et veuve du roi Cailan, le destin d'Anora dépend ensuite des choix du joueur : si elle peut devenir Reine de Férelden aux côtés du Garde des Ombres ou d'Alistair, elle peut aussi être faite prisonnière et désignée comme héritière du trône par ce dernier.
Alistair
Ancien templier, devenu successivement Garde des Ombres puis Roi de Ferelden (en fonction des choix du joueur), Alistair a été l'un des premiers compagnons du Héros de Ferelden avant de croiser très rapidement la route de Hawke dans Dragon Age 2. À la fin d'Origin, plusieurs possibilités existent pour lui, qui seront sans aucun doute répercutées dans Inquisition : Garde des Ombres, Roi de Ferelden, Alcoolique notoire ou un mort de plus de la guerre.

### Combat
Inquisition repose ainsi sur deux modes de combat. Le premier est typique des action-RPG récents comme Dragon Age 2. Plus orienté vers l'action, il suit le joueur par-dessus l'épaule dans une vue à la troisième personne. Le deuxième est quant à lui plus proche des anciens RPG, notamment Dragon Age: Origins. Ce système permet au joueur de mettre le jeu en pause pour assigner des ordres à ses compagnons avant de reprendre la partie pour les voir exécuter ses directives
.

### Design
Ray Muzyka, ancien PDG de BioWare, a déclaré, dans une interview accordée à Wired.com, que Dragon Age III est influencé par les jeux en monde ouvert, comme Skyrim. En outre, les développeurs ont promis à leurs fans qu'ils ne pratiqueront plus de « recyclage environnemental », ce qui était considéré comme un important problème dans Dragon Age 2. En ce qui concerne la nature plus ouverte du monde, le jeu mettra en vedette de grands environnements avec beaucoup plus de possibilités d'exploration. BioWare a cependant nuancé ses propos en précisant que Dragon Age: Inquisition ne serait pas aussi ouvert que Skyrim.
Inquisition possède une « barre-boussole » semblable à celle de Skyrim. Ce repère marque à la fois les lieux découverts et visités mais aussi ceux encore à trouver. Ces derniers apparaissent sur la boussole avec un symbole "?". Le marquage des quêtes et des repères géographiques est de nouveau possible pour permettre au joueur de trouver son chemin.
Afin de profiter de ce monde ouvert, un ensemble de montures sont mises à la disposition du joueur par l'intermédiaire de quêtes. Les compagnons de l'Inquisiteur disparaissent quand celui-ci active ce mode et ces animaux ne comptent pas non plus comme une extension de l'inventaire.

### Aspects RPG

#### Expérience de jeu
Les choix des joueurs ont un rôle important dans Inquisition en raison de la place qu'y occupe l'Inquisiteur. Cela implique que certains choix bloquent définitivement la voie à certaines quêtes et à certaines zones. L'exemple montré était celui de la destruction d'un village ayant pour conséquence le fait que la zone demeurait accessible mais plus les ressources et le contenu qui y était rattaché. Le système marche néanmoins dans les deux sens puisque des zones auparavant inaccessibles peuvent être explorées à la suite de la capture d'un fort ou d'un donjon.
De même, les décisions du joueur impactent les relations avec ses conseillers et ses compagnons. Si les premiers n'entrent que dans un simple conflit d'opinion avec l'Inquisiteur, les autres en revanche ont la possibilité de quitter l'Inquisition en cas de désaccords fréquents, même si la possibilité de faire évoluer leurs opinions sur certains sujets est possible. BioWare a également confirmé le retour des quêtes propres à chaque compagnon
.
Contrairement aux précédents systèmes de cadeaux et de dialogues, les romances se déclenchent en fonction d'événements et de variables propres à chaque personnage. L'ensemble aboutit à des scènes sexuelles qualifiées de matures et élégantes mais les développeurs ont ajouté que les scènes romantiques ne se cantonneraient pas à des actes sexuels. Un total de huit romances sont possibles et deux d’entre elles sont exclusives à leur propre race. Il est également possible de flirter avec plusieurs personnages dans la même partie.

#### Personnalisation

##### Avatar
La customisation de l'Inquisiteur se fait avant la première cinématique du jeu, comme dans Dragon Age: Origins. Les développeurs ont également déclaré que s'il ne serait pas possible de modifier la taille, la corpulence ou même la pilosité corporelle de son avatar, les options de personnalisation faciale seraient bien plus poussées que dans les opus précédents. Ainsi, il sera possible de choisir la couleur de l'iris mais aussi de la pupille de son personnage. Le générateur du jeu devrait également proposer un large panel de lèvres mais aussi de cicatrices. Le 9 juillet 2014, les développeurs annoncèrent qu'ils travaillaient à la création de coupes de cheveux additionnelles. La Gamescom 2014 fut l'occasion choisie pour révéler le générateur de personnages . Les cornes des Qunaris seront également personnalisables. Chaque race possède un bonus qui lui est propre.
Si le commencement de l'histoire est le même pour toutes les races, l'histoire de chacune et son impact sur l'univers du jeu sont différents :
- Trévelyan, l'Inquisiteur Humain sera un noble pour les classes non magiques. Tout lien avec les familles Cousland, Amell ou Hawke a été démenti.
  - Guerrier/Voleur : Dernier-né de la noble maison Trévelyan, vous avez grandi dans la cité marchéenne d'Ostwick, où vous avez joui d'une vie de privilèges. En raison de liens familiaux étroits avec la Chantrie et, notamment, de nombreux parents parmi le clergé et les templiers, on a toujours attendu de vous que vous entriez vous aussi au service du Créateur, qu'importent vos aspirations personnelles. De gré ou de force, vous avez été envoyé au Conclave de la Chantrie pour aider votre famille à rétablir la paix entre les mages et les templiers.
  - Mage : Né dans la noble famille Trévelyan d'Ostwick, dans les Marches libres, tout vous destinait à une vie de privilèges... jusqu'à ce que des pouvoirs magiques se manifestent durant votre enfance et que vous rejoigniez le carcan du Cercle des mages d'Ostwick. Protégé mais étouffé, éduqué mais isolé, c'est là que vous auriez dû passer le reste de vos jours... si les mages ne s'étaient pas insurgés contre le joug de la Chantrie. Bon gré mal gré, vous avez combattu les templiers qui s'en prenaient à tous les mages "libres", et avez rejoint la délégation des mages au Conclave de la Chantrie dans l'espoir de trouver un accord de paix.
- Lavellan, l'Inquisiteur Elfe sera un Dalatien.
  - Guerrier/Mage/Voleur : Vous avez grandi dans la nature, membre du clan dalatien des Lavellan et apprenti de leur guide et chef, l'Archiviste. Le clan arpentait le Nord des Marches libres, et vous n'aviez guère besoin d'interagir avec les humains... jusqu'à ce que l'Archiviste vous envoie en mission d'espionnage au Conclave de la Chantrie. "Ce qu'il s'y passera, disait-elle, affectera non seulement les Dalatiens, mais l'ensemble des elfes." Elle ne pensait pas si bien dire.
- Cadash, l'Inquisiteur Nain sera un Surfacien.
  - Guerrier/Voleur : Les nains de Thédas sont connus pour leur empire souterrain autrefois immensément vaste, ainsi que pour leurs guildes marchandes et guerrières des plus respectées par les autres races de Thédas. Vous, en revanche, faites partie des marginaux "surfaciens", rejetés par les nains et par la plupart des humains. Vous avez survécu en rejoignant le Carta, une confrérie criminelle versée dans le trafic d'un minerai magique appelé lyrium. Membre de l'impitoyable famille Cadash, vous avez passé votre vie dans les rues de plusieurs cités marchéennes, jusqu'à ce qu'on vous envoie en mission d'espionnage au Conclave de la Chantrie.
- Adaar, l'Inquisiteur Qunari sera un Tal Vashoff.
  - Guerrier/Voleur : Partisans du Qun, une doctrine religieuse extrêmement stricte, les Qunari ont déferlé tel un raz-de-marée sur le Nord de Thédas il y a trois cents ans. Vous êtes un Tal-Vashoff, un Qunari qui a rejeté le Qun, n'ayant jamais vécu sur ces terres sacrées. En tant que membre du groupe de mercenaires appelé Valo-Kas, vous gagnez votre vie à la force de votre esprit et de votre lame, faisant fi des regards apeurés autour de vous. Récemment, les Valo-Kas ont été envoyés au Conclave de la Chantrie afin d'assurer la paix entre mages et templiers.
  - Mage : Partisans du Qun, une doctrine religieuse extrêmement stricte, les Qunari ont déferlé tel un raz-de-marée sur le Nord de Thédas il y a trois cents ans. Vous êtes un Tal-Vashoff, un Qunari qui a rejeté le Qun, n'ayant jamais vécu sur ces terres sacrées. Grâce à des pouvoirs qui auraient fait de vous un esclave parmi les vôtres, vous avez trouvé votre place au sein du groupe de mercenaires appelé Valo-Kas, faisant fi des regards apeurés autour de vous. Récemment, les Valo-Kas ont été envoyés au Conclave de la Chantrie afin d'assurer la paix entre mages et templiers.

##### Classes jouables et spécialisations
Les trois classes habituelles de la série (guerrier, mage et voleur) sont de retour. Chacune bénéficie d'un éventail de trois spécialisations que le joueur doit choisir avec soin. En effet, contrairement aux deux jeux précédents, une seule d'entre elles peut être attribuée et celle-ci se gagne au lieu de se débloquer automatiquement. Cette spécialisation influence également l'histoire et les relations avec les personnages non-joueur (PNJ). Du point de vue des pouvoirs, vingt-et-un arbres de compétences se répartissant plus de deux-cents sorts et capacités sont disponibles.
- Le Guerrier est le spécialiste du combat. Son principal talent lui permet d'opter pour tous les styles de combat, du maniement du bouclier au combat à deux armes, en passant par les volumineuses armes à deux mains ou celles de tir. Il est le maître incontesté du corps à corps, endurant, et capable d'encaisser de nombreux coups sur le champ de bataille.
- Le Mage, à l'opposé du guerrier, est incapable de survivre bien longtemps entouré d'adversaires. C'est un personnage de seconde ligne, capable à la fois d'aider ses compagnons, d'infliger des dégâts considérables via des sorts élémentaires, et de grandement affaiblir ses ennemis. Bien qu'il puisse porter armes et armures encombrantes, il se verra bien plus à l'aise pour manier son art dans une simple toge, ou à canaliser son énergie dans quelques bâtons magiques. Contrairement aux deux premiers jeux, il ne possède pas de sorts de soins.
- Le Voleur est un combattant agile et astucieux, misant davantage sur ces talents que sur sa force brute. À l'arc, à l’arbalète, ou au corps à corps, il dispose de toute une panoplie d'attaques sournoises et de coups-bas lui permettant de mettre ses adversaires hors d'état de nuire avant même d'avoir eu le temps de riposter. Ne possédant pas la robustesse de son frère d'arme guerrier, il ne pourra cependant pas encaisser un trop long et éprouvant affrontement au corps à corps. En outre, il sait aussi détecter les pièges et crocheter les serrures.

##### Équipement
Le travail des développeurs a principalement porté sur la façon dont l'équipement est traité pour les membres de l'équipe. Ils ont décrit une situation dans laquelle le joueur a trouvé une cuirasse et a décidé de la donner à un compagnon. En fonction du membre qui la reçoit, la cuirasse ajuste automatiquement sa forme et son aspect pour s'adapter au style du personnage tout en conservant ses caractéristiques. Pas loin de cent-cinquante armures sont disponibles et leur personnalisation va jusqu'à en modifier la couleur ou le motif. Les Qunaris portent un équipement crânien différent des casques et chapeaux habituels.
À l'exception notable de Bianca, l'arbalète de Varric, les armes sont également personnalisables grâce à près de deux-cents améliorations possibles notamment divers matériaux. Des noms peuvent également être donnés aux armes créées et/ou améliorées.
Le joueur a la possibilité de changer les styles de combat de ses compagnons à mesure qu'ils gagneront des niveaux.
Les joueurs peuvent personnaliser leurs bases en les spécialisant dans l'espionnage, le commerce ou l'armée en fonction de leur choix. Ils ont également la possibilité de les modifier via plusieurs options possibles comme la construction de statues. Toutes les options ne sont pas réalisables cependant, puisque les ressources de l'Inquisition sont limitées.

### Mode multijoueur
Pour la première fois de son histoire, la franchise Dragon Age se dote d'un mode multijoueur. Il consiste en un système de coopération par équipe de quatre joueurs. Chaque classe du jeu de base (Guerrier, Mage et Voleur) sera représentée par quatre personnages chacune pour un total de douze personnages : Assassin, Archer, Katari, Éclaireur, Élémentaliste, Archiviste, Alchimiste, Nécromancien, Psychomancien, Légionnaire, Templier et Guerrier Mystique. 
Ces personnages profitent des mêmes options de personnalisation que ceux de la campagne solo notamment en ce qui concerne leur équipement avec cent-trente possibilités d'améliorations d'armes et quatre-vingts possibilités pour les armures. Le multijoueur possède son propre système de compétences réparties en deux arbres d'environ vingts capacités chacun et plafonnés au niveau vingt.

## Développement
Dragon Age: Inquisition fut annoncé non-officiellement pour la première fois sur Twitter, le 19 mai 2011 par Alistair McNally, manager créatif de BioWare.
Le 19 mars 2012, près de deux semaines après la sortie de Mass Effect 3, Mike Laidlaw, directeur créatif, a révélé que le travail sur le contenu de Dragon Age 2 était terminé. Le producteur exécutif Mark Darrah déclara que BioWare avait initialement prévu une extension intitulée « Exalted March », pour marquer le premier anniversaire de la sortie du jeu, mais que celle-ci avait été annulée pour se recentrer sur de nouvelles opportunités pour la franchise. Bien qu'Inquisition n'avait pas encore reçu d'annonce officielle, Darrah demanda l'avis des fans sur ce qu'ils désiraient voir dans de futurs jeux Dragon Age.
Michael Pachter, analyste pour Wedbush Securities, émit l'hypothèse que Dragon Age: Inquisition sortirait en 2014. La sortie du jeu était alors supposée pour le dernier trimestre de 2013 mais Patcher suggéra qu'elle avait été repoussée pour que BioWare et Electronic Arts puissent ajuster des problèmes et créer de nouveaux contenus pour Mass Effect 3 et Star Wars: The Old Republic,. Quoi qu'il en soit, plusieurs développeurs de BioWare, comme Mary Kirby, ont nié en bloc en déclarant : « Le développement de Dragon Age III ne sera pas retardé par les autres productions de BioWare ».
En septembre 2012, Mark Darrah révéla dans une lettre ouverte que Dragon Age III s'intitulerait Dragon Age III: Inquisition et était officiellement en développement depuis dix-huit mois.
Lors de l'E3 2013, en plus d'un trailer baptisé « The Fires Above », la période de l'automne 2014 fut annoncée pour la sortie du jeu et le titre de celui-ci serait dorénavant Dragon Age: Inquisition, mettant ainsi de côté le « III ».
Le 6 mars 2014, BioWare publia un trailer intitulé « Discover the Dragon Age » dans lequel plusieurs environnements explorables sont présentés. Le 22 avril 2014, un nouveau trailer nommé « The Inquisiter », et comprenant cette fois des extraits de gameplay, annonça le 7 octobre 2014 comme date de sortie.
Au cours de l'E3 2014, plusieurs vidéos furent présentées. Un quatrième trailer, « Lead Them or Fall », des séances de gameplay mettant en avant les mécaniques de combat du jeu mais aussi un cinquième trailer baptisé « Stand Together » et présentant plusieurs personnages parmi lesquels : Sera, The Iron Bull, Vivienne ou encore Blackwall.
Le 11 juin 2014, Cameron Lee, producteur du jeu, a annoncé sur Twitter que le jeu comporterait 40 fins possibles. Dans la même journée, Mark Darrah a posté un autre tweet dans lequel il clarifiait les propos du producteur en disant, sans en précisant toutefois le nombre, que seules quelques fins seraient uniques avec une quarantaine de variations majeures. Le 20 juin 2014, à travers la publication d'un trailer intitulé « Under the Horns », BioWare révèle que le personnage d'Iron Bull est doublé en VO par Freddie Prinze Jr.
Le 26 août 2014, le mode multijoueur du jeu fut révélé via un article d'IGN UK et les comptes Twitter de Aaryn Flynn, Alistair Mc Nally et Mike Laidlaw.

## Version française
Personnages principaux :
- L'Inquisiteur (voix masculine 1) : Philippe Valmont
- L'Inquisiteur (voix masculine 2) : Pierre Tessier
- L'Inquisitrice (voix féminine 1) : Céline Melloul
- L'Inquisitrice (voix féminine 2) : Claudine Grémy
- Cassandra Pentaghast : Marie-Brigitte Andreï
- Varric Tethras : Olivier Marina
- Solas : Bertrand Nadler
- Vivienne : Charlotte Marin
- Sera : Olivia Nicosia
- Blackwall : Loïc Houdré
- Iron Bull : Jérémie Covillault
- Dorian Pavus : Éric Aubrahn
- Cole : Tony Marot
- Léliana : Laura Blanc
- Cullen : Yann Pichon
- Joséphine Montilyet : Barbara Beretta
- Hawke (voix masculine) : Gilduin Tissier
- Hawke (voix féminine) : Delphine Braillon
- Morrigan : Déborah Perret
- Alistair : Sébastien Desjours
- Loghain : Philippe Catoire
- Stroud : Paul Borne
- Corypheus : Philippe Dumond
- Flémeth : Hélène Vanura
- Raleigh Samson : Martial Le Minoux
- Abelas : Arnaud Laurent

Personnages secondaires :
- Impératrice Célène : Marie-Eugénie Maréchal
- Gaspard de Chalons : Vincent Violette
- Florianne de Chalons : Agnès Manoury
- Briala / Maryden Halewell : Claire Guyot
- Marquise Mantillon : Denise Metmer
- Marquis Durellion : Daniel Lafourcade
- Enchanteresse Fiona : Caroline Beaune
- Mère Giselle : Frédérique Tirmont
- Révérende Mère Hevara : Juliette Degenne
- Gereon Alexius : Pascal Germain
- Reine Anora : Alexandra Garijo
- Bann Teagan : Xavier Fagnon
- Éclaireuse Harding : Chloé Berthier
- Minaeve : Edwige Lemoine
- Threnn : Vanina Pradier
- Adan : Georges Caudron
- Gatsi : Patrick Béthune
- Elan Ve'mal : Pascale Chemin

## Contenus téléchargeables
Plusieurs contenus téléchargeables sont offerts sous la forme de codes à usage unique à utiliser sur le site social.bioware.com.
- « Arsenal des Flammes de l'Inquisition » : Pack d'armes pour toutes les classes (bonus de précommande) ;
- « Armure des Flammes de l'Inquisition » : Fournit une nouvelle armure pour l'Inquisiteur (bonus de l'édition Deluxe Digitale) ;
- « Monture Caparaçonnée des Flammes de l'Inquisition » : Fournit un cheval doté de sa propre armure pour l'Inquisiteur (bonus de l'édition Deluxe Digitale) ;
- « Hahl Rouge » : Fournit un hahl comme monture pour l'Inquisiteur (bonus de l'édition Deluxe Digitale) ;
- « Licorne des Marais » : Fournit une licorne comme monture pour l'Inquisiteur (bonus de l'édition Deluxe Digitale) ;
- « Trône de Fort Céleste » : Fournit à l'Inquisiteur un trône taillé dans un crâne de dragon (Bonus de l'édition Deluxe Digitale) ;
- « Bande Originale Digitale du jeu » (bonus de l'édition Deluxe Digitale).

D'autres contenus téléchargeables sont disponibles via le PlayStation Network et le Xbox Live Arcade.
- le 23 mars 2015, le premier contenu d'histoire « Les Crocs d'Hakkon » est annoncé par BioWare et Electronic Arts. De nouvelles armures, armes et ennemis sont inclus, ainsi qu'une nouvelle région appelée "Le Cirque des Dorsales". Le contenu est disponible depuis le 24 mars 2015. L'histoire se base sur la recherche de la dépouille du 1er Inquisiteur Ameridan et de son histoire. Le contenu est disponible sur PlayStation 3, PlayStation 4, Xbox 360 et Xbox One ;
- Le 1er mai 2015 un contenu téléchargeable gratuit pour le multijoueur, « Tueur de Dragons », est annoncé comprenant une nouvelle carte pour le multijoueur ainsi que 3 nouveaux personnages (dont Isabella de Dragon Age 2). Le Palais des Perles Noires est aussi annoncé comme contenu gratuit, un magasin proposant des objets rares ayant déjà existé dans Dragon Age 2. Les deux contenus sont disponibles depuis le 5 mai 2015. Le contenu est disponible sur PlayStation 3, PlayStation 4, Xbox 360 et Xbox One ;
- Le 9 juin 2015 sort le contenu « Butin Alvar », comprenant de nouvelles armures, schémas d'armure, montures et objets d'améliorations. Le contenu est disponible sur PlayStation 3, PlayStation 4, Xbox 360 et Xbox One ;
- Le 22 juin 2015 sort le contenu « Butin Qunari », comprenant de nouvelles armures, schémas d'armure, montures et objets d'améliorations. Le contenu est disponible sur PlayStation 4 et Xbox One. Ce contenu ainsi que les prochains ne sont plus disponibles que sur les consoles de jeu de nouvelle génération. Le 6 juin 2015, Electronic Arts annonce une mise à jour permettant de transférer ses sauvegardes de jeu de PlayStation 3 ou Xbox 360 sur PlayStation 4 ou Xbox One ;
- Le 5 août 2015 est annoncé le contenu d'histoire « La Descente », disponible depuis le 11 août 2015. L'Inquisiteur doit aller enquêter avec la Légion des Morts des Nains dans Les Tréfonds remplis d'Engeances sur un tremblement de terre souterrain qui pourrait menacer tout Thédas. Disponible sur PlayStation 4 et Xbox One ;
- Le dernier contenu d'histoire, « Intrus », est annoncé le 29 août 2015 à la Penny Arcade Expo. Le contenu est disponible le 8 septembre 2015. Une mise à jour est mise en place juste avant, mettant en place une garde robe à Fort Céleste dans la chambre de l'Inquisiteur, ainsi qu'un Cochard Doré permettant de synchroniser ses objets trouvés dans une partie, permettant ainsi de jouer dans une nouvelle partie avec les objets (schémas et recettes de potions) déjà trouvés précédemment. L'histoire prends place 2 ans après les événements du jeu (donc le contenu ne sera jouable qu'après la partie de l'histoire principale terminée). L'Inquisiteur doit rétablir l'autorité de L'Inquisition que beaucoup pensent obsolète, mais c'est sans compter le retour d'anciens ennemis qui poussera L'Inquisition dans ses derniers retranchements. Le contenu est disponible sur PlayStation 4 et Xbox One[12].

## Accueil

### Ventes
En septembre 2024, le producteur exécutif du jeu Mark Darrah rapporte sur X que Dragon Age: Inquisition a dépassé les 12 millions de ventes, dépassant les prévisions internes d'Electronic Arts. Il s'agirait donc du plus grand succès de l'histoire de BioWare. Malgré son titre de jeu de l'année attribué aux Games Awards, cette réussite commerciale reste éclipsée par la publication de The Witcher 3: Wild Hunt quelques mois plus tard,. 

### Traduction
- (en) Cet article est partiellement ou en totalité issu de l’article de Wikipédia en anglais intitulé « Dragon Age: Inquisition » (voir la liste des auteurs).